# روسکوسموس
سازمان فضایی فدرال روسیه (به روسی: Федеральное космическое агентство России) سازمان ملی فضایی کشور روسیه است. این سازمان با نام کوتاه روسکوسموس (به روسی: Роскосмос) شناخته می‌شود.
روسکاسموس در سال ۱۹۹۲ و پس از فروپاشی شوروی سابق تأسیس شد و میراث‌دار برنامه‌های فضایی شوروی گردید.
مرکز فرماندهی روس کسمُس در مسکو واقع شده‌است. مرکز اصلی کنترل پروازهای فضایی در نزدیکی شهر کورولیوف واقع شده‌است. مرکز آموزش فضانوردان در شهر استار سیتی واقع شده‌است. امکانات پرتاب به فضا در پایگاه فضایی بایکونور قزاقستان (با بیشترین پرتاب سرنشین دار و بدون سرنشین) و پایگاه فضایی پلستسک در شمال روسیه، که در درجه اول برای پروازهای بدون سرنشین نظامی تخصیص داده شده‌است، قرار دارد.
در حال حاضر ریاست آن از ۱۰ اکتبر ۲۰۱۳ به عهده ژنرال الگ استاپنکو می‌باشد.

## تاریخچه
برنامه فضایی شوروی یک سازمان مرکزی جامع نداشت و در عوض ساختار سازمانی، چند مرکزی بود. پس از فروپاشی شوروی و جدایی روسیه در ۲۵ فوریه ۱۹۹۲، سازمان مرکزی آژانس فضایی روسیه با فرمان رئیس‌جمهور بوریس یلتسین تشکیل شد و اولین مدیر آژانس یوری کوپتو نام داشت.

## نگارخانه

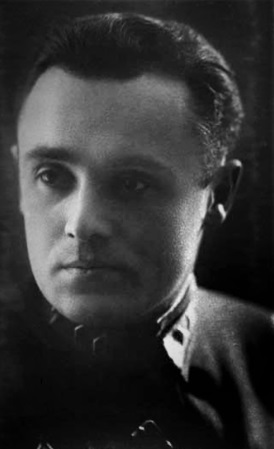
سرگئی کارالیوف دانشمندی که ساخت نخستین ماهواره جهان، پرواز نخستین فضاپیمای سرنشین‌دار و انجام نخستین راهپیمایی فضایی را راهبری کرد.
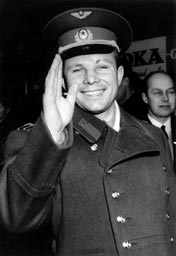
یوری گاگارین نخستین انسانی که به فضا رفت و مدار زمین را پیمود.